# Saint-Doulchard
Saint-Doulchard település Franciaországban, Cher megyében. Lakosainak száma 9650 fő (2022. január 1.). Saint-Doulchard Berry-Bouy, Bourges, Marmagne, Saint-Éloy-de-Gy és Vasselay községekkel határos.

## Népesség
A település népessége az elmúlt években az alábbi módon változott:
| Lakosok száma | 5274 | 7928 | 9149 | 9020 | 9295 | 9431 | 9505 | 9607 | 9664 | 9650 |
|               | 1968 | 1982 | 1990 | 2006 | 2013 | 2015 | 2017 | 2019 | 2020 | 2022 |